# Karin Moroder
Karin Moroder (ur. 30 listopada 1974 w Bolzano) – włoska biegaczka narciarska, brązowa medalistka olimpijska, reprezentantka klubu Centro Sportivo Forestale.

## Kariera
Rozgrywane w 1998 r. igrzyska w Nagano były jej olimpijskim debiutem. Tam też osiągnęła swój największy sukces w karierze zdobywając razem z Gabriellą Paruzzi, Manuelą Di Centą i Stefanią Belmondo brązowy medal w sztafecie 4x5 km. W swoim najlepszym indywidualnym starcie na tych igrzyskach zajęła 30. miejsce w biegu na 15 km techniką klasyczną. Startowała także w sprincie techniką dowolną na igrzyskach olimpijskich w Salt Lake City zajmując 26. miejsce oraz w sprincie techniką klasyczną na igrzyskach olimpijskich w Vancouver, gdzie zajęła 39. miejsce.
W 1999 r. zadebiutowała na mistrzostwach świata biorąc udział w mistrzostwach w Ramsau. Zajmowała tam miejsca poza czołową trzydziestką. Swój najlepszy indywidualny wynik osiągnęła na mistrzostwach świata w Lahti, gdzie zajęła 24. miejsce w sprincie techniką dowolną. Dwa lata później, na mistrzostwach świata w Val di Fiemme zajęła w tej samej konkurencji 26. miejsce. Startowała także na mistrzostwach w Sapporo jednak ponownie ani razu nie udało się jej przebić do czołowej trzydziestki. Mistrzostwa świata w Libercu w 2009 r. były ostatnimi w jej karierze. W swoim najlepszym starcie na tych mistrzostwach, w biegu na 10 km techniką klasyczną zajęła 27. miejsce.
Najlepsze wyniki w Pucharze Świata odnosiła w sezonie 2000/2001, kiedy to zajęła 28. miejsce w klasyfikacji generalnej. W sumie 1 raz stawała na podium zawodów Pucharu Świata, zajęła 3. miejsce w sprincie techniką dowolną rozegranym w szwajcarskim Engelbergu 28 grudnia 1998 r. W 2010 r. zakończyła karierę.

## Osiągnięcia

### Igrzyska Olimpijskie
| Miejsce | Dzień     | Rok  | Miejscowość    | Konkurencja              | Czas biegu  | Strata      | Zwyciężczyni     |
| ------- | --------- | ---- | -------------- | ------------------------ | ----------- | ----------- | ---------------- |
| 30.     | 8 lutego  | 1998 | Nagano         | 15 km stylem klasycznym  | 46:55.4 min | +4:40.7 min | Olga Daniłowa    |
| 3.      | 15 lutego | 1998 | Nagano         | Sztafeta 4 × 5 km        | 55:13.5 min | +1:39.8 min | Rosja            |
| DNF     | 20 lutego | 1998 | Nagano         | 30 km stylem dowolnym    | 1:22:01.5 h | -           | Julia Czepałowa  |
| 26.     | 19 lutego | 2002 | Salt Lake City | Sprint stylem dowolnym   | 3:10.6 min  | -           | Julija Czepałowa |
| 39.     | 17 lutego | 2010 | Vancouver      | Sprint stylem klasycznym | 3.39.2 min  | -           | Marit Bjørgen    |

### Mistrzostwa świata
| Miejsce | Dzień     | Rok  | Miejscowość   | Konkurencja                                 | Czas biegu  | Strata       | Zwyciężczyni        |
| ------- | --------- | ---- | ------------- | ------------------------------------------- | ----------- | ------------ | ------------------- |
| 51.     | 22 lutego | 1999 | Ramsau        | 5 km stylem klasycznym                      | 12:49.8 min | +1:59.8 min  | Bente Skari         |
| 34.     | 23 lutego | 1999 | Ramsau        | 5+10 km pościgowy                           | 42:27.9 min | +4:12.5 min  | Stefania Belmondo   |
| 24.     | 21 lutego | 2001 | Lahti         | Sprint stylem dowolnym                      | 3:41.5 min  | -            | Pirjo Manninen      |
| 26.     | 26 lutego | 2003 | Val di Fiemme | Sprint stylem dowolnym                      | 3:28.8 min  | -            | Marit Bjørgen       |
| 50.     | 22 lutego | 2007 | Sapporo       | Sprint stylem klasycznym                    | 2:50.9 min  | -            | Astrid Jacobsen     |
| 35.     | 3 marca   | 2007 | Sapporo       | 30 km stylem klasycznym ze startu wspólnego | 1:29:47.1 h | +10:36.3 min | Virpi Kuitunen      |
| 27.     | 19 lutego | 2009 | Liberec       | 10 km stylem klasycznym                     | 28:12.8 min | +2:19.4 min  | Aino-Kaisa Saarinen |
| 48.     | 24 lutego | 2009 | Liberec       | Sprint stylem dowolnym                      | 2:39.3 min  | -            | Arianna Follis      |

### Puchar Świata

#### Miejsca w klasyfikacji generalnej
- 1997/1998 – 32.
- 1998/1999 – 33.
- 1999/2000 – 44.
- 2000/2001 – 28.
- 2001/2002 – 41.
- 2002/2003 – 47.
- 2003/2004 – 56.
- 2004/2005 – 54.
- 2005/2006 – 95.
- 2006/2007 – 71.
- 2007/2008 – 99.
- 2008/2009 – 47.
- 2009/2010 – 68.

#### Miejsca na podium
| Nr | Dzień      | Rok  | Miejscowość | Konkurencja            | Czas biegu | Strata | Miejsce | Zwycięzca       |
| -- | ---------- | ---- | ----------- | ---------------------- | ---------- | ------ | ------- | --------------- |
| 1. | 28 grudnia | 1998 | Engelberg   | Sprint stylem dowolnym | ?          | ?      | 3       | Bente Martinsen |